# Poslednja sodba (Bosch)
Poslednja sodba je triptih Hieronymusa Boscha, ustvarjen po letu 1482.
Triptih trenutno hranijo na Akademiji za likovno umetnost na Dunaju (Akademie der bildenden Künste) v Avstriji. Zunanja stran kril je na tabli pobarvana v tehniki grizaj, notranja krila in srednja tabla pa v olju na lesu. Leva in desna tabla merita 167,7 x 60 cm, srednja tabla pa 164 x 127 cm. Ne gre zamenjati niti z razdrobljenim Boschevim umetniškim delom z istim naslovom (zdaj v Münchnu), niti z drugo Boschevo celotno sliko, po možnosti slikarja v njegovi delavnici.

## Poreklo
Najstarejša omemba slike je v inventarju avstrijske zbirke nadvojvode Leopolda Wilhelma iz leta 1659, kot jo je napisal Hieronimo Bosz. Konec 18. stoletja je delo pridobil grof Lambert-Sprinzenstein, od katerega je kasneje odšlo na sedanjo lokacijo. V 17. in 18. stoletju je bil triptih široko prebarvan in je izgubil del barv.
Nekateri umetnostni zgodovinarji  so to delo opredelili kot delo, ki ga je leta 1504 pridobil Filip I. Kastiljski, drugi pa to zanikajo. Dendrokronološka analiza je dokazala, da je bila slika narejena šele okoli leta 1482 [2] Obstaja kopija dela, pripisana Lucasu Cranachu starejšemu, v Gemäldegalerie, Berlin.

## Opis
Sestava slike je podobna triptihoma Triptih Seneni voz ali Vrt zemeljskih naslad,  oba prikazujeta tudi rajski vrt na levi tabli in pekel na desni. Osrednja tabla prikazuje Poslednjo sodbo v bolj nejasnem vzdušju kot pekel.

### Zaprt triptih
Kot pri drugih sodobnih flamskih triptihih so tudi tu krila navzven pobarvana v grizaju, na katerih sta upodobljena dva svetnika. Na levi je sveti Jakob na romanju z romarskim klobukom, palico in beraško vrečo (morda sklic na neko epizodo v Zlati legendi); na desni je sveti Bavo, zaščitnik Flandrije, ki s sokolom na levem zapestju daruje revnim.
Eden od likov na zadnji tabli, starka z otrokom, se pojavi na risbi, ki jo pripisuje Boschu, zdaj v zasebni zbirki San Franciscu. 

### Leva tabla
Na levi tabli je prikazan rajski vrt svetopisemske zgodovine kot zelena pokrajina v spodnjih treh četrtinah. V zgornjem delu je Bosch upodobil Boga, ki sedi na svojem prestolu, obdan s svetlečim halom. Okoli njega je oblačno nebo, z angeli, ki se borijo z upornimi angeli, ki se ob padcu spreminjajo v hudiče.
Spodaj je, brano od spodaj: Bog ustvarja Evo iz Adamovega rebra, pri čemer Adam spi pri njenih nogah; kača, ki vabi Evo in drevo spoznanja dobrega in zla; in na koncu Adam in Eva, ki ju je angel, ki ima meč, pregnal iz vrta v temen gozd.

### Srednja tabla
Osrednja slika prikazuje Poslednjo sodbo, ki temelji na Janezovi Knjigi razodetja. Zgoraj je Kristus kot sodnik, obkrožen z Devico Marijo, Janezom Evangelistom in apostoli. Nebesno območje, pobarvano v svetlo modro barvo, je v nasprotju s preostalo tablo, ki jo zaseda temno rjavkasta kazen Prekletih, medtem ko blaženi zasedajo le majhen del.

Kazni izvirajo iz pošastnih bitij v peklu: prekleti so sežgani, zabodeni, nataknjeni, obešeni na mesarske trnke, prisiljeni jesti nečisto hrano (požrešni) ali podvrženi zobcem čudnih strojev. Ta prizor je močno podoben desni tabli na Boschevem Vrtu v muzeju Prado.

### Desna tabla
Tematsko se Pekel na desni ne razlikuje od Poslednje sodbe. Satan v središču sprejme preklete duše. Mučni prizori se nadaljujejo na tej tabli v temni pokrajini, v kateri prevladujejo plameni in hudičeve figure.